# Кольквиция
Колькви́ция (лат. Kolkwítzia) — монотипный род цветковых растений подсемейства Линнеевые (Linnaeoideae) семейства Жимолостные (Caprifoliaceae). Единственный вид — Кольквиция приятная (Kolkwitzia amabilis), листопадный кустарник, обильно цветущий колокольчатыми цветками.
Естественный ареал рода — горные районы Центрального Китая. Во многих районах мира с умеренным климатом кольквиция используется как декоративное красивоцветущее растение.

## Названия
Род назван в честь немецкого ботаника Рихарда Кольквица (1873—1956), одного из разработчиков первой системы показательных организмов для оценки степени загрязнения вод (1908).
Видовой эпитет названия единственного вида этого рода, amabilis, в переводе с латинского значит «приятный», «прелестный», «любезный», «милый», «любвеобильный».

## Биологическое описание

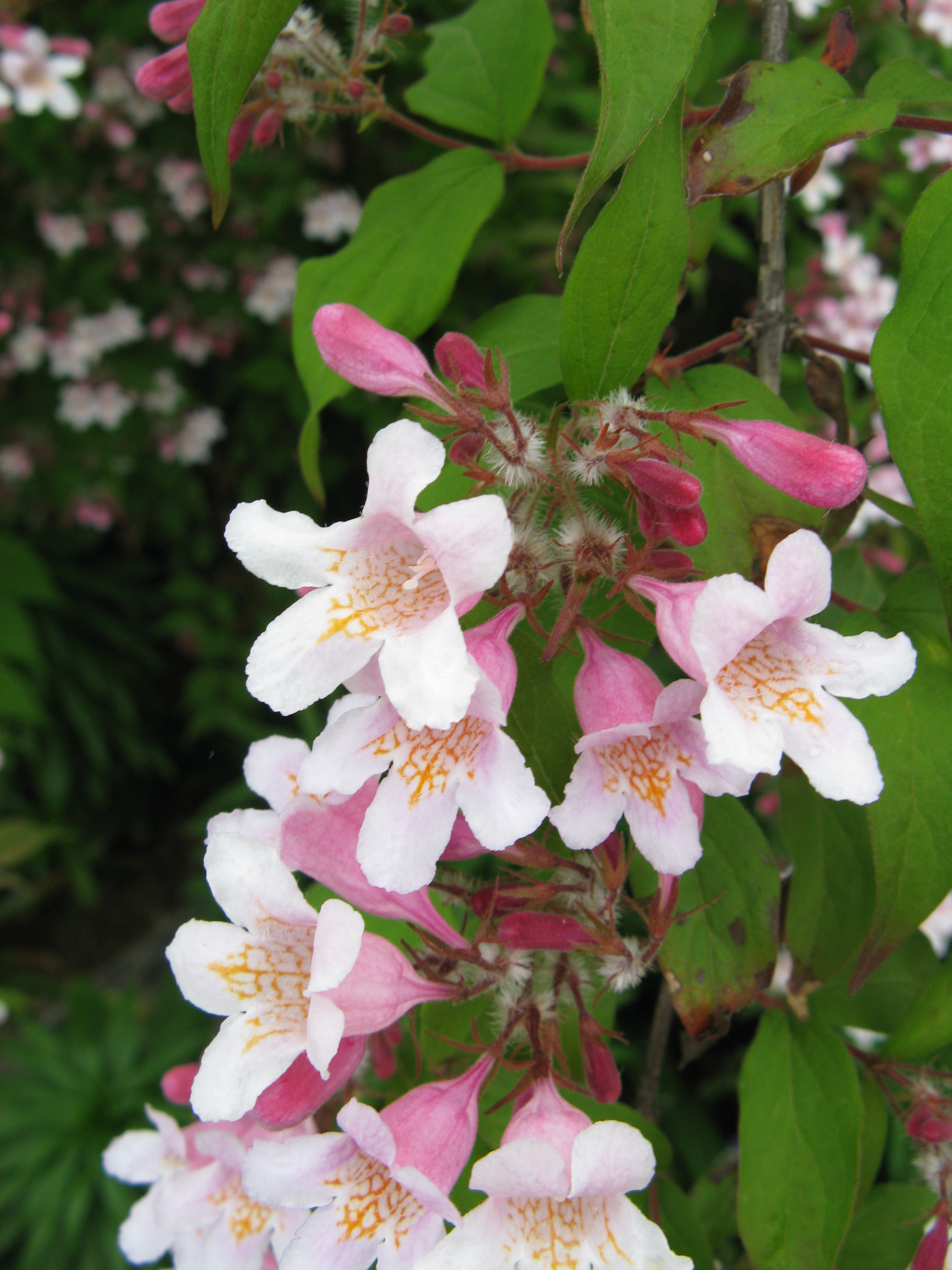
Цветки кольквиции

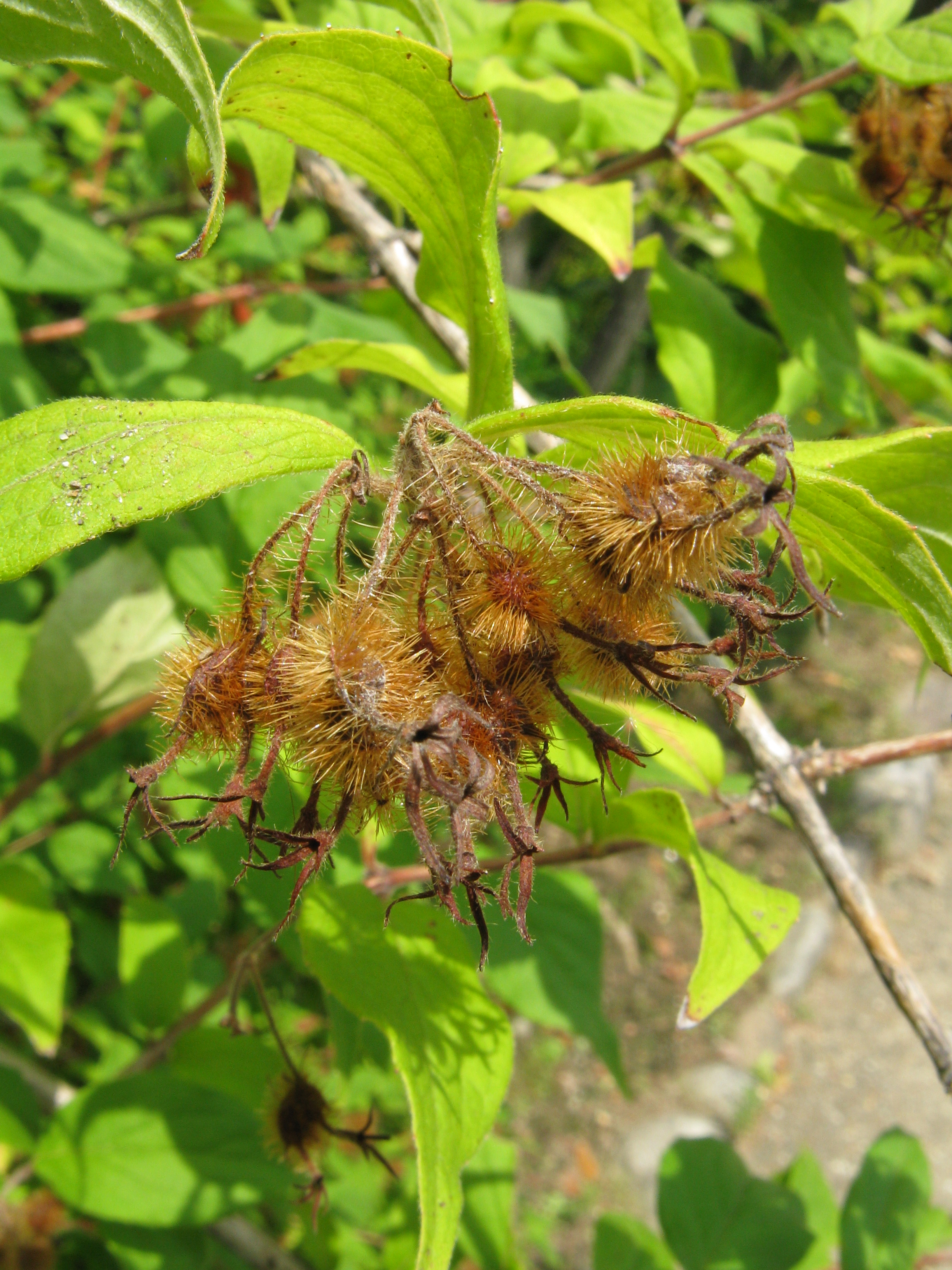
Плоды кольквиции

Кольквиция — густоветвистый листопадный кустарник высотой до трёх с половиной метров (в условиях Европейской части России — до двух метров).
Побеги в молодом возрасте густо опушены короткими волосками. Старые побеги покрыты красно-коричневой корой, которая отслаивается пластинами, как это происходит у представителей рода Жимолость. Ежегодный прирост достаточно большой. При благоприятных условиях куст даёт обильную корневую поросль.
Листья супротивные парные, овальные, заострённые, ярко-зелёные, длиной от 3,5 до 8 см. Осенью листья становятся ярко-жёлтыми.
Цветки изящные, длиной до 1,5 см, с приятным запахом; располагаются на концах однолетних боковых побегов. Цветоножки мохнатые, обращают на себя внимание ещё до распускания цветков. Венчики колокольчатые, пятилопастные; снаружи — розовые, изнутри — желтоватые. Кольквиция цветёт весной или летом в течение нескольких недель, при этом цветение обычно настолько обильное, что под цветками не видно листьев.
Плоды — небольшие суховатые, покрытые щетинками.

## Кольквиция в культуре
В Европу растение впервые было завезено в 1901 году, первое цветение наблюдалось в 1910 году.
Кольквицию выращивают в садах умеренного и прохладного климата. Растение ценится в первую очередь за своё обильное цветение. Поскольку после окончания цветения кольквиция не слишком декоративна, её рекомендуется сажать в окружении таких растений, которые выглядят декоративно в течение всего сезона; другой вариант посадки — как одиночное растение на фоне хорошо ухоженного газона.
Кольквиция светолюбива, но может хорошо развиваться и на притенённом участке, — например, среди крупных деревьев. Предпочитает хорошо дренированную плодородную почву с умеренным увлажнением. Может расти как на кислой, так и на щелочной почве.
Участок для посадки желательно выбрать такой, чтобы зимой он был защищён от сильных ветров. Кольквиция достаточно зимостойка, выдерживает морозы примерно до минус тридцати градусов, но в холодные зимы у неё нередко подмерзают молодые побеги.
Посадку желательно проводить весной, когда почва уже достаточно прогрелась. Посадочная яма должна быть глубиной и диаметром около полуметра, её заполняют смесью перегноя и песка. Растение начинает цвести уже на следующий год после посадки.
Мероприятия по уходу:
- весной рекомендуется проводить санитарную подрезку: вырезать подмёрзшие ветви;
- поздней весной проводится мульчирование щепой, измельчённой корой или торфом толщиной до 10 см; контур мульчирования должен соответствовать проекции контура куста или превышать его на 15 см;
- после цветения отцветшие побеги укорачивают;
- осенью, после наступления устойчивых отрицательных температур, проводится повторное мульчирование.

Размножение:
- семенами — можно их сажать под зиму, можно и весной (во втором случае требуется холодная стратификация в течение двух-трёх месяцев);
- горизонтальными отводками — молодые побеги в этом случае пригибают к земле и закапывают в канавки; выше места засыпки рекомендуется перетянуть побег проволокой или надрезать;
- делением куста;
- зелёными черенками — в середине лета (следует учитывать, что укоренившиеся черенки имеют существенно более низкую морозостойкость по сравнению с взрослыми растениями и в первую зиму часто вымерзают);
- одревесневшими черенками — в открытом грунте поздней осенью.

Два наиболее известных сорта:
- Kolkwitzia 'Rosea' — цветки имеют насыщенную розовую окраску;
- Kolkwitzia 'Pink Cloud' — цветки ярко-розовые; растения более крупные по сравнению с другими сортами.

## Классификация
Род Кольквиция — один из пяти родов подсемейства Линнеевые (Linnaeaceae), входящего в состав семейства в состав семейства Жимолостные (Caprifoliaceae).
Таксономическая схема (согласно Системе APG II):
|  |                                      |  |                                   |                                   |                     |  | ещё 6 семейств, в том числе Валериановые, Ворсянковые, Жимолостные |                                        |                                        |                                               |
|  |                                      |  |                                   |                                   |                     |  |                                                                    |                                        |                                        | вид Кольквиция приятная (Kolkwitzia amabilis) |
|  |                                      |  |                                   | порядок Ворсянкоцветные           |                     |  |                                                                    |                                        | род Кольквиция (Kolkwitzia)            |                                               |
|  |                                      |  |                                   | порядок Ворсянкоцветные           |                     |  |                                                                    |                                        | род Кольквиция (Kolkwitzia)            |                                               |
|  | отдел Цветковые, или Покрытосеменные |  |                                   |                                   | семейство Линнеевые |  |                                                                    |                                        |                                        |                                               |
|  | отдел Цветковые, или Покрытосеменные |  |                                   |                                   |                     |  |                                                                    |                                        |                                        |                                               |
|  |                                      |  | ещё 44 порядка цветковых растений | ещё 44 порядка цветковых растений |                     |  |                                                                    | роды Абелия, Дипельта, Забелия, Линнея | роды Абелия, Дипельта, Забелия, Линнея |                                               |
|  |                                      |  |                                   | ещё 44 порядка цветковых растений |                     |  |                                                                    |                                        | роды Абелия, Дипельта, Забелия, Линнея |                                               |

В 2013 году в журнале Phytotaxa была опубликована статья нидерландского учёного Маартена Христенхуса, в которой была произведена ревизия рода Линнея (Linnaea) с целью добиться монофилетичности этого таксона; в результате этой ревизии объём рода составил увеличился до 17 видов. В род были включены многие виды семейства Жимолостные (Caprifoliaceae), в том числе и единственный вид рода Кольквиция, — его правильным названием при таком подходе является Linnaea amabilis (Graebn.) Christenh..
|  |  |  |